# Чарторийськ
Чартори́йськ — село в Україні, у Маневицькій селищній громаді Камінь-Каширського району Волинської області. У минулому — містечко Чорторийськ Луцького повіту на західній Волині. Відстань до Маневичей автошляхом М07, який переходить у Р14, становить близько 31 км.

## Назва
1100 рік, Іпатіївський літопис
У літописах Чарторийськ згадується вже під 1100 роком, коли він разом з Дубном та Острогом дістався володимирському князю Давиду Ігоровичу. Близько 1142 року належав Святославу Ольговичу; у 1228 році, після смерті Мстислава Німого, дістався в долю Данилу, але незабаром перейшов у володіння Пінських князів. Під час польського панування належав князям Чорторийським. Тут знаходили кремінні поліровані знаряддя; на березі річки залишки валів (за переказами — древнього міста Горбовиці, з яким зв'язані народні легенди).
У XII столітті Чарторийськ стає значимим поселенням з могутньою оборонною системою, до якої входив князівський замок, оточений високими земляними валами та дерев'яними, а пізніше, мурованими стінами з могутніми бійницями. Оточений водами Стиру, Чарторийськ був неприступним і довго служив «ключем до Волині»..
Чарторийськ (з польської мови Czartorysk) — полонізовані варіації назви Чорторийськ.

## Символіка села
Символікою села Чарторийськ є герб та прапор, затверджені 25 червня 2008 року сесією Старочарторийської сільської ради.

## Історія

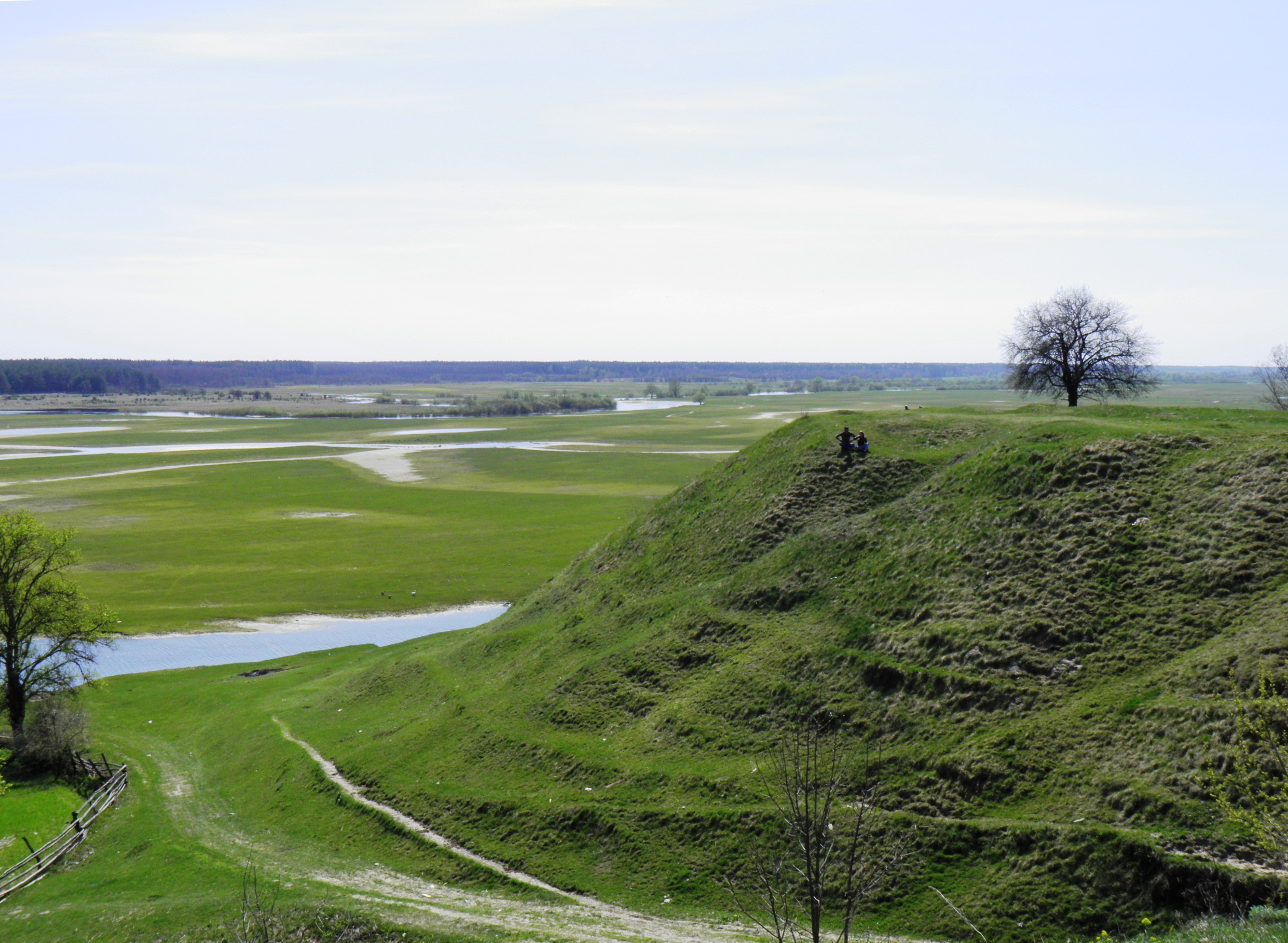
Городище у Чарторийську

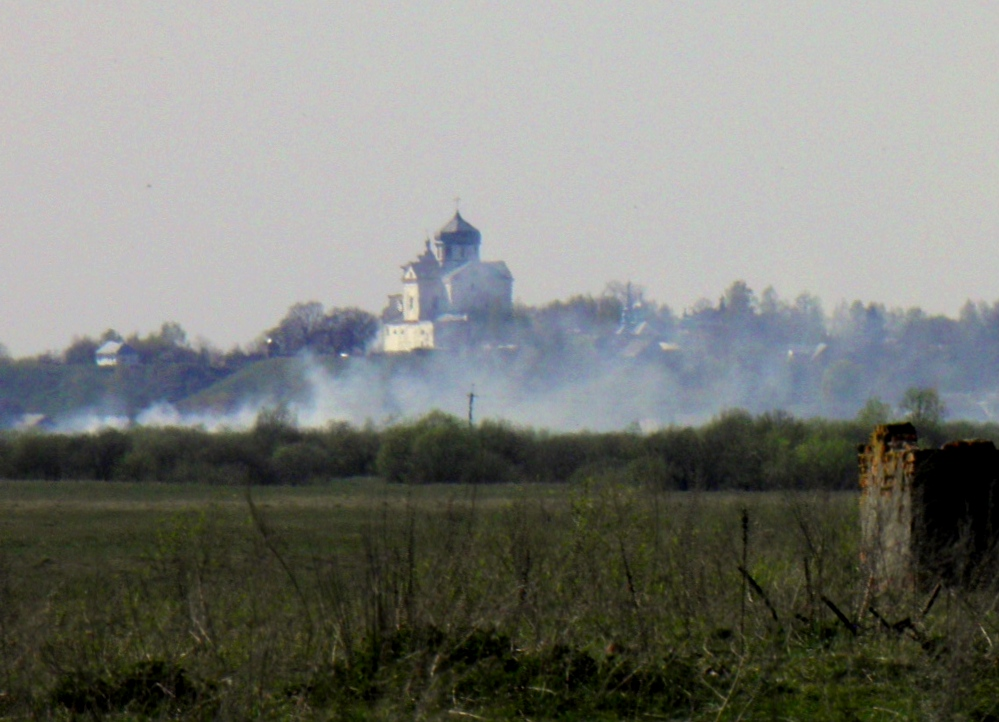
Вигляд на Чарторийськ

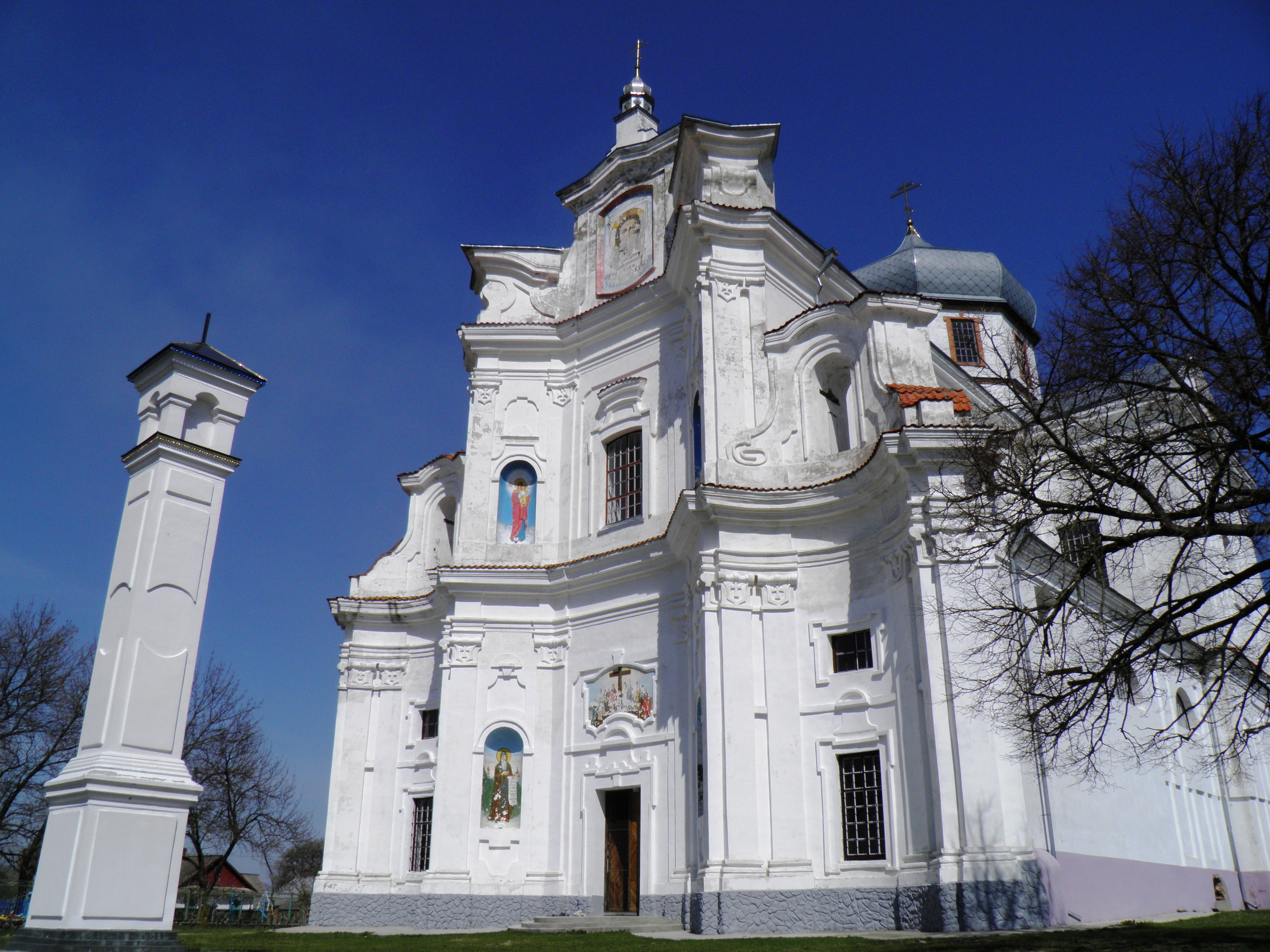
Домініканський костел (нині — Хрестовоздвиженський собор однойменного монастиря)

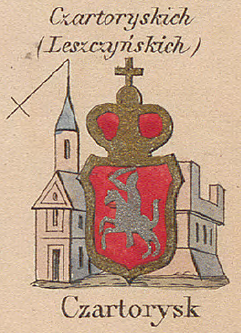
Чарторийськ на мапі Зигмунда Герстмана

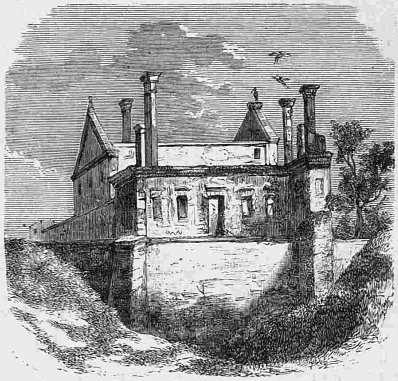
Руїни замку Чорторийських. Кінець XIX століття

### Заснування
Згадується у літописі під 1100 р., коли його одержав Давид Ігорович, онук Ярослава Мудрого. Засноване над річкою Стир, тепер село Камінь-Каширського району Волинської області.
Після смерті луцького князя Мстислава Ярославича Німого (близько 1225 року) Чарторийськ дістався в уділ Данилові Романовичу, але незабаром його захопили пінські князі. У Великодні дні 1228 року Данило Галицький штурмом оволодів містом і повернув його до числа своїх володінь. Після 1340 року — в складі Волинського князівства Любарта.

### Рід князів Чорторийських
Наприкінці 1380-х років Чарторийськ отримав в уділ Костянтин Ольгердович. Його внуки Іван та Олександр сини Василя Костянтиновича, вже пишуться князями Чорторийськими з 1430-х років, а саме місто стає родинним «гніздом». Згодом їхній молодший брат Михайло отримує у власність Клевань і започатковує клеванську гілку роду. У 1547 році відбувся поділ володінь між братами Олександром та Іваном Федоровичами Чорторийськими. Перший з них у володіння отримав Чорторийськ і Литовиж, а другий — Клевань і Білів. В XVII ст. з клеванської гілки роду виокремлюються князі Чорторийські-Корецькі.

### Містечко в добу бароко
У 1601 році родове гніздо продають Янові Пацу, а той — Лещинським. Побудували дерев'яний костел.
У 1736—1741 року новий кам'яний парафіяльний костел, побудований за проєктом архітектора на ім'я Павел Гіжицький (єзуїта) як костел вже домініканського монастиря.

### XIX—XX століття
За участь Федора Паца в польському повстанні 1830—1831 років цар конфіскував його майно, а монастир домініканців у Чарторийську зачинили. Його передали православній громаді і висвятили на честь Успіння Богородиці.
У роки Першої світової війни монастир постраждав через військові дії. Землі відійшли до Польщі, але малочисельна римо-католицька парафія так і не змогла відремонтували споруду.
У 1929 році на містечко поширені правила міської забудови.
У 1939—1945 роках костел знов постраждав. Землі перейшли у склад СРСР. Костел у релігійної громади радянська влада забрала і перетворила на склад зерна. Спустошений кам'яний костел покинули і той стояв пусткою до 1990-х років. На даху пам'ятки архітектури доби бароко встигли вирости дерева.
З 1999 року його передали православній громаді, де створили чоловічий Хрестовоздвиженський монастир.
12 червня 2020 року, відповідно до розпорядження Кабінету Міністрів України № 708-р «Про визначення адміністративних центрів та затвердження територій територіальних громад Волинської області», село увійшло у склад Маневицької селищної громади.
19 липня 2020 року, в результаті адміністративно-територіальної реформи та ліквідації  Маневицького району, село увійшло до складу новоутвореного Камінь-Каширського району.

## Населення
Згідно з переписом УРСР 1989 року чисельність наявного населення села становила 1900 осіб, з яких 902 чоловіки та 998 жінок.
За переписом населення України 2001 року в селі мешкало 1840 осіб.

### Мова
Розподіл населення за рідною мовою за даними перепису 2001 року:
| Мова       | Кількість | Відсоток |
| ---------- | --------- | -------- |
| українська | 1824      | 99.73%   |
| російська  | 5         | 0.27%    |
| Усього     | 1829      | 100%     |

## Пам'ятки

### Пам'ятка містобудування та архітектури національного значення
- Домініканський костел (1741—1753)[9]

Домініканський костел — один з шедеврів бароко на Волині, побудований у 1741–1753 рр. Проект костелу належить видатному архітектору, єзуїту Павлу Гіжицькому.
Побудований на місці колишнього дерев'яного. Кам'яний, потинькований, видовжений за поземним планом, тринавний. У другому ярусі — хрещатий, хрест утворює трансепт. Під час перебудови в перехресті спорудили нехарактерну для будівлі дерев'яну баню з приземкуватим куполом. Бічні фасади пласкі, прикрашені лише пілястрами і заокругленими вікнами. Усі архітектурні краси зібрані на західному фасаді — де розкреповані пілястри, вікна з пишною облямовкою, карнизи, бароковий фронтон. Фасад має три западини, що надають йому хвилясту форму. Дві невеликі арки над бічними навами на фасаді колись слугували як дзвіниці. Склепіння костелу хрещаті. Колишні ніші для скульптур католицьких святих нині використані для розташування православних ікон. Під костелом — крипта. Капітелі пілястр мають знаки ордену домініканцців.
На подвір'ї перед костелом дивом зберігся чотирикутний стовп на п'єдесталі. Ченці православного монастиря очистили дах від дерев і покрили його бляхою. Територію монастиря обнесено цегляним парканом.

### Пам'ятки археології місцевого значення
- Городище «Замок» (XI—XIII століття)[10].

### Пам'ятки історії місцевого значення
- Могила Героя Радянського Союзу Сокола І. Г. (1974; 1985)
- 2 могили розстріляних євреїв (1943; 1991)[11]
- Братська могила Радянських солдат та Героїв Радянського Союзу Нематжану Хакімову та Віктору Єршову

### Пам'ятка монументального мистецтва місцевого значення
- Пам'ятник Герою Радянського Союзу Соколу І. Г. (1983; Гапонюк М.)[12].

## Соціальна сфера
В селі діють:
- загальноосвітня школа І—ІІІ ступенів;
- дитячий садок;
- Будинок культури;
- сільська бібліотека-філія;

## Релігія
У Чарторийську діє:
- Свято-Хрестовоздвиженський собор (колишній Костел домініканів);
- Свято-Успенська церква УПЦ. 22 вересня 2022 року освячено новий Дім молитви ХВЕ.

## Уродженці
- Бутейко Антон Денисович, український дипломат;
- Брик Дмитро Юрійович — молодший сержант 3-го механізованого батальйону 51-ї окремої механізованої бригади (Володимир). Загинув у бою за Іловайськ (Донецька область) в районі смт Кутейникове.
- Лисий Яків Івкович — керівник Голобського районного проводу ОУН, лицар Срібного хреста бойової заслуги УПА 2 класу та Бронзового хреста заслуги УПА.
- Сокол Іван Григорович — Герой Радянського Союзу;
- Роза Фрідман — відомий американський економіст, дружина Нобелівського лауреата Мілтона Фрідмана;
- Аарон Діректор — відомий американський економіст, брат Рози Фрідман, один із засновників Спільноти «Мон Пелерін»;